# Snorungarnas symfoni
Snorungarnas symfoni är en komposition av Greg FitzPatrick och inspelad på skiva av Samla Mammas Manna. Den gavs ut 1976 på skivbolaget MNW. Musiken är helt instrumental, och framfördes även på en konsertturné med Samla Mammas Manna och gästmusiker.

## Låtlista
Sida A
1. "Första satsen" -  11:46
2. "Andra satsen" - 5:39

Sida B
1. Tredje satsen" - 7:46
2. Fjärde satsen" - 8:43

## Medverkande
Huvudmusiker på skivan var:
- Coste Apetrea: gitarr och balalajka
- Lasse Hollmer: piano, klaviatur
- Hasse Bruniusson: slagverk
- Lasse Krantz: bas
- Ärtan Wallander: saxofon
- Kalle Eriksson: trumpet

Övriga musiker:
Lasse Englund, Stefan Nyhlander, Björn Holmsten, Claes Palmkvist, Ingvar Karkoff, Ronnie van Setten, Thomas Brandt, Per Thyrén, Mats G. Bengtsson, Janne Hellberg, Mats Glenngård, Janne Zetterqvist och Per Tjernberg.